# Chromadorea
Chromadorea é uma clase do filo Nematoda. Anterormente a classe era tratada como uma subclasse na montagem parafilética Adenophorea, que foi abandonada por autores modernos. Também era suspeito que Chromadorea não é monofilético; pelo menos o Monhysterida parece ser uma linhagem distinta e bem mais antiga do que o resto.
Membros dessa classe usualmente possuem o corpo anelado, afídeos elaborados e espirais e todos eles tem três glândulas esofágicas. Eles vivem usualmente em sedimentos marinhos, embora possam viver em outros locais. Eles tem uma faringe mais sofisticada que a maioria dos vermes.